# Turf Moor
El Turf Moor és un recinte esportiu situat a la ciutat de Burnley, Anglaterra, Regne Unit. En ell disputa els seus partits com a local el Burnley Football Club de la Premier League anglesa. Va ser inaugurat el 1833 i originalment s'utilitzava com a camp de criquet. Burnley FC es van traslladar al camp el 1883. És l'estadi més antic utilitzat contínuament a la Premier League.